# José Mattoso
José João da Conceição Gonçalves Mattoso GOSE (Leiria, 22 de janeiro de 1933 – 8 de julho de 2023) foi um historiador, medievalista e professor universitário português.

## Biografia
Filho do professor do ensino liceal António Gonçalves Mattoso, sobrinho-neto de D. José Alves Mattoso, Bispo da Guarda, e sobrinho do pintor Lino António, José Mattoso nasceu em Leiria. Estudou no Liceu Nacional de Leiria, após o que ingressou na vida religiosa. Durante 20 anos foi monge da Ordem de São Bento, vivendo na Abadia de Singeverga (Portugal), em Lovaina, na Bélgica, e usando o nome de Frei José de Santa Escolástica Mattoso. 
No mesmo período em que foi monge, no Mosteiro de São Bento de Singeverga, Mattoso licenciou-se em História, na Faculdade de Letras da Universidade Católica de Lovaina, e doutorou-se em História Medieval, pela mesma universidade, com a tese Le Monachisme ibérique et Cluny: les monastères du diocèse de Porto de l'an mille à 1200; o último dos títulos em 1966. Só em 1970 retornou à vida laica, iniciando uma carreira académica.
Foi investigador no Centro de Estudos Históricos (Lisboa), integrado no Instituto de Alta Cultura, e no período subsequente a 1972 foi admitido como professor auxiliar da Faculdade de Letras da Universidade de Lisboa. Posteriormente, em 1979, tornar-se-ia professor catedrático na recém-criada Faculdade de Ciências Sociais e Humanas da Universidade Nova de Lisboa. 
Exerceu ainda as funções de presidente do Instituto Português de Arquivos, de 1988 a 1990, e foi o 8.° diretor da Torre do Tombo, entre 1996 e 1998. 
Viveu também em Timor-Leste, colaborando na recuperação do Arquivo Nacional e no Arquivo da Resistência, e leccionando no Seminário Maior de Díli. 
Autor de uma extensa bibliografia, é especialista na História Medieval portuguesa, destacando-se as suas obras Ricos-Homens, Infanções e Cavaleiros, Fragmentos de Uma Composição Medieval, O reino dos mortos na Idade Média e Identificação de Um País. Ensaio sobre as Origens de Portugal (1096–1325) (vol. I - Oposição; vol. II - Composição), sucessivamente premiada com o Prémio de História Medieval Alfredo Pimenta e o Prémio Ensaio do P.E.N. Clube Português. Dirigiu também uma edição de oito volumes da História de Portugal (1992–1994). Coordenou, com Mafalda Soares da Cunha, o projeto científico de inventariação do Património de Origem Portuguesa no Mundo, iniciado em 2007 e que foi publicado, em vários volumes, pela Fundação Calouste Gulbenkian. 
Recebeu o Prémio Pessoa, em 1987, o Prémio Internacional de Genealogia Bohüs Szögyeny, em 1991, o grau de Grande-Oficial da Ordem Militar de Sant'Iago da Espada, a 10 de junho de 1992, e o Troféu Latino, em 2007.
Desde maio de 2010 era Presidente do Conselho Científico das Ciências Sociais e Humanidades da Fundação para a Ciência e a Tecnologia.
Aderiu ao Bloco de Esquerda no ano da fundação do partido, em 1999. Nas eleições legislativas de 2015, foi mandatário nacional do LIVRE/Tempo de Avançar.
Faleceu a 8 de julho de 2023, aos 90 anos.

## Obras
- Le monarchisme ibérique et Cluny. Les monastéres du diocése de Porto de l'an mille à 1200, 1968
- As famílias condais portucalenses dos séculos X e XI, 1970
- Beneditina Lusitana, 1974
- Livro de linhagens do Conde D. Pedro, ed. crítica, 1980
- Livros velhos de linhagens, ed. crítica por Joseph Piel e José Mattoso, 1980
- A nobreza medieval portuguesa. A família e o poder, 1981; 1994
- Ricos-Homens, infanções e cavaleiros. A nobreza medieval portuguesa nos sécs. XI e XII, 1982; 1998
- Religião e cultura na Idade Média portuguesa, 1982; 1997
- Narrativas dos Livros de Linhagens, selecção, introdução e comentários, 1983
- Portugal medieval. Novas interpretações, 1985; 1992
- O essencial sobre a formação da nacionalidade, 1985; 1986
- Identificação de um país. Ensaio sobre as origens de Portugal, 1096-1325, 1985; 1995; 2015
- O essencial sobre a cultura medieval portuguesa, 1985; 1993
- A escrita da história, 1986
- Fragmentos de uma composição medieval, 1987; 1990
- O essencial sobre os provérbios medievais portugueses, 1987
- A escrita da História. Teoria e métodos, 1988; 1997
- O castelo e a feira. A Terra de Santa Maria nos séculos XI a XIII, em colab. com Amélia Andrade, Luís Krus, 1989
- Almada no tempo de D. Sancho I (Comunicação), 1991
- História de Portugal (direção), 1992-1994; 1997-2001
- Os primeiros reis (História de Portugal - Vol. I) (Infanto-juvenil), com Ana Maria Magalhães, Isabel Alçada, 1993; 2001
- A Terra de Santa Maria no século XIII. Problemas e documentos, em colab. com Amélia Andrade, Luís Krus, 1993
- No Reino de Portugal (História de Portugal - Vol. II) (Infanto-juvenil), com Ana Maria Magalhães, Isabel Alçada, 1994; 2003 Coja, 1995
- Tempos de revolução (História de Portugal - Vol. III) (Infanto-juvenil), com Ana Maria Magalhães, Isabel Alçada, 1995
- O reino dos mortos na Idade Média peninsular, ed. lit., 1996
- A Identidade Nacional, 1998; 2003
- A função social da História no mundo de hoje, 1999
- A dignidade. Konis Santana e a resistência timorense, 2005
- Portugal O Sabor da Terra, um retrato histórico e geográfico por regiões, com Suzanne Daveau e Duarte Belo. 1998; 2010
- D. Afonso Henriques, 2006
- Levantar o céu: Os labirintos da sabedoria, editora Círculo de Leitores e Temas e Debates, 2012
- Naquele Tempo. Ensaios de História Medieval; 2009; 2014
- A História Contemplativa - Ensaio, 2022